# Nações Unidas (Pau dos Ferros)

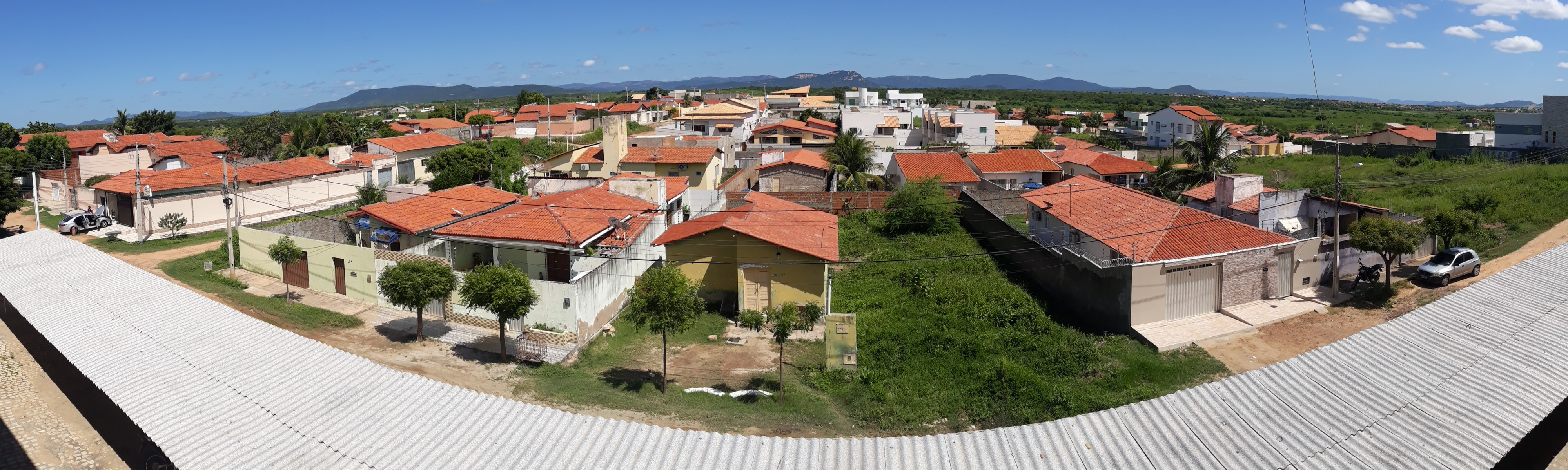
Vista parcial

Nações Unidas é um dos sete conjuntos habitacionais de Pau dos Ferros,  município no interior do estado do Rio Grande do Norte, Brasil.
Criado oficialmente pela lei municipal nº 752, de 14 de abril de 1998, o conjunto passa por um crescimento imobiliário e populacional, abrigando principalmente famílias de classe média e alta. Apesar disso, carece de infraestrutura básica, com ausência de serviços de pavimentação e drenagem em quase todas as suas ruas, algumas com trechos intransitáveis durante o período das chuvas, além da falta de iluminação em alguns pontos. Em contrapartida, possui todos os seus domicílios atendidos pelos serviços de abastecimento de água e de energia elétrica, porém não há esgotamento sanitário.

## Logradouros
| Lei/ano   | Logradouro             |
| --------- | ---------------------- |
| 763/1998  | Avenida Brasil         |
| 763/1998  | Avenida Estados Unidos |
| 763/1998  | Rua Canadá             |
| 763/1998  | Rua Espanha            |
| 763/1998  | Rua Portugal           |
| 763/1998  | Rua Nova Zelândia      |
| 786/1999  | Rua França             |
| 886/2002  | Rua Inglaterra         |
| 896/2002  | Rua Austrália          |
| 969/2004  | Rua Israel             |
| 1064/2007 | Rua Costa Rica         |
| 1222/2011 | Rua Chile              |
| 1273/2011 | Rua Suíça              |
| 1306/2012 | Rua Egito              |
| 1315/2012 | Rua Marrocos           |
| 1545/2016 | Rua Mônaco             |